# داستان بی‌پایان ۲
داستان بی‌پایان ۲: فصل بعدی (به انگلیسی: The NeverEnding Story II: The Next Chapter) یک فیلم سینمایی فانتزی آلمانی - آمریکایی محصول سال ۱۹۹۰ به کارگردانی جرج تی. میلر که دنباله‌ای بر فیلم داستان بی‌پایان (فیلم ۱۹۸۴) محسوب می‌شود.